# Gele trompetvis
De gele trompetvis (Aulostomus chinensis) is een straalvinnige vissensoort uit de familie van de trompetvissen (Aulostomidae). De wetenschappelijke naam van de soort is, als Fistularia chinensis, gepubliceerd in 1766 door Linnaeus.

## Kenmerken
Het lange, slanke lichaam is zijdelings samengedrukt met aan het einde een lange, buisvormige snuit. Het lichaam is geel of bruin, met groene vinnen. De lichaamslengte bedraagt maximaal 80 cm.

## Leefwijze
Deze vis staat vaak rechtop met de kop omlaag, tussen de takken van zeeveren en andere koralen te wachten op een prooi, maar ze laten zich ook wel roerloos ronddrijven als een stuk hout. Passeert er een school vissen, dan slaan ze bliksemsnel toe.

## Verspreiding en leefgebied
Deze soort komt voor in de Indische- en Grote Oceaan op koraalriffen.